# Signalprocessor

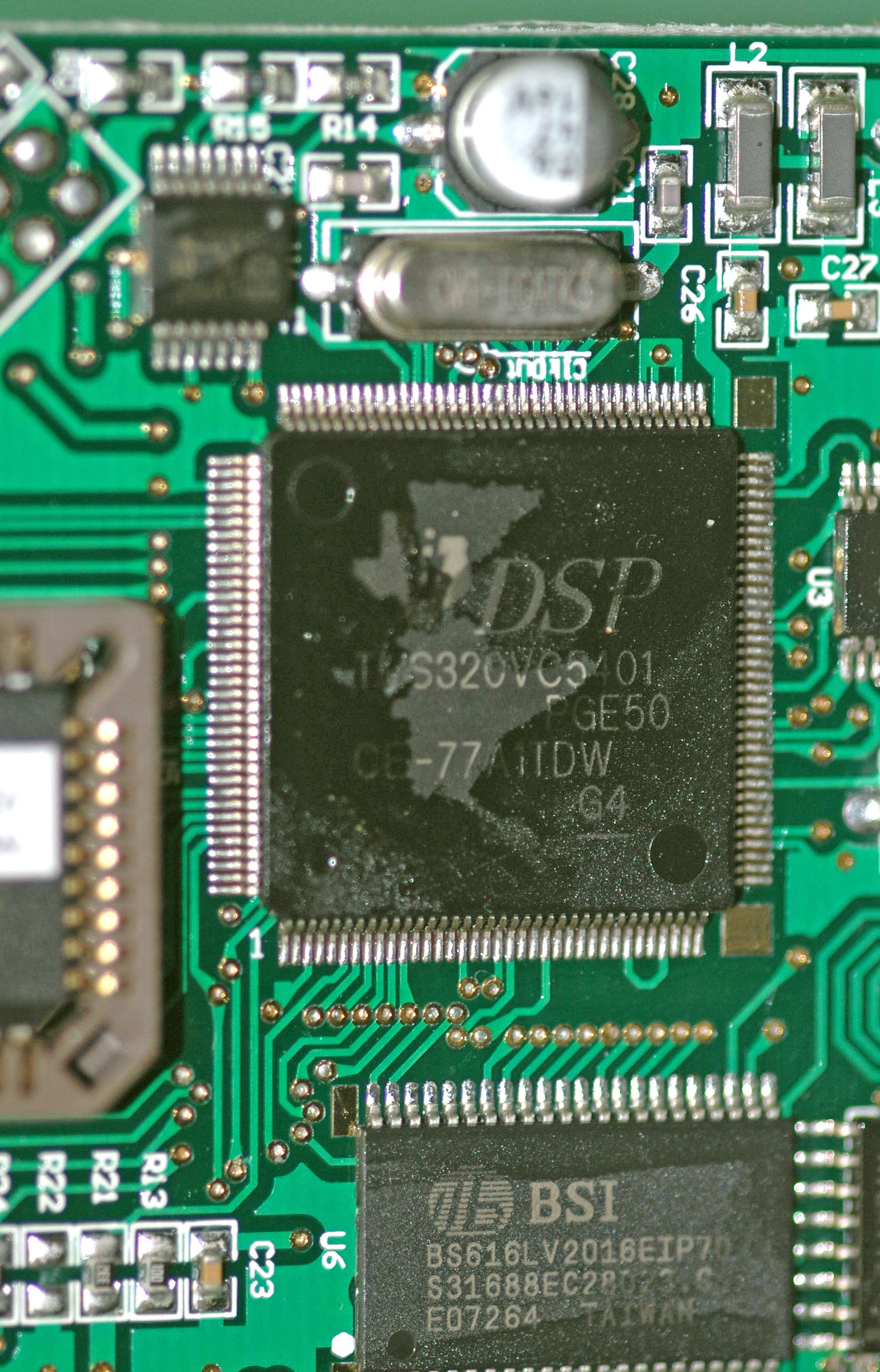
Digitalt Signal Processor chip i en gitarreffektsenhet

Enkelt digitalt bearbetningssystem

En DSP eller signalprocessor är en processor som är särskilt anpassad för signalbehandling. Dessa återfinns i många olika apparater där signaler behöver behandlas. Exempelvis i mobiltelefoner, nätverkskort, CD-spelare och så vidare. DSP-processorer är konstruerade mer specifikt för den uppgift den ska lösa, vilket gör att den är mycket snabbare än vanliga CPU-er på detta men är långsammare på annat.
Uppgifter som lämpliga att ha en DSP till är:
- Snabb fouriertransform (FFT)
- Filtrering
- Avancerad bitmanipulation
- Cyclic Redundancy Check (CRC) beräkningar